# Новокурськ
Новоку́рськ (рос. Новокурск) — присілок у складі Кувандицького міського округу Оренбурзької області, Росія.

## Населення
Населення — 12 осіб (2010; 15 у 2002).
Національний склад (станом на 2002 рік):
- росіяни — 87 %